# Тетерев-косач
Те́терев, или те́терев-коса́ч, или полево́й те́терев (лат. Lyrurus tetrix), — распространённая птица семейства фазановых, обитающая в лесной, лесостепной и частично степной зоне Евразии, в том числе и на территории России. На всём протяжении ареала оседлая либо кочующая птица; селится на лесных опушках, вдоль кромки леса, в долинах крупных рек. Объект охоты.

## Описание

### Внешний вид
Относительно крупная птица с небольшой головой и коротким клювом. Самцы выглядят заметно крупнее самок — их длина составляет 49—58 см, вес 1,0—1,4 кг, тогда как аналогичные показатели самок 40—45 см и 0,7—1,0 кг соответственно. В окрасе ярко выраженный половой диморфизм.
Самец легко узнаваем по блестяще-чёрному оперению с фиолетовым или зелёным отливом на голове, шее, зобу и пояснице, и ярко-красным бровям. Брюхо в задней части бурое, со светлыми вершинами перьев; подхвостье контрастно-белое. Первостепенные маховые тёмно-бурые, с так называемыми «зеркалами» — белыми пятнами в нижней половине первого-пятого перьев. Ещё больше зеркала выражены на второстепенных маховых, где они занимают большую часть крыла. Рулевые перья хвоста чёрные с фиолетовым отливом на вершинах; крайние рулевые сильно загнуты в стороны, из-за чего хвост приобретает лирообразную форму.
Самка пёстрая, рыжевато-коричневая с поперечными серыми, тёмно-жёлтыми и чёрно-бурыми полосами. Внешне она похожа на самку глухаря, однако от неё отличается белыми «зеркалами» на крыльях и небольшой выемкой на хвосте. Подхвостье белое. Молодые птицы — как самцы, так и самки, обладают пёстрым оперением, состоящим из чёрно-бурых, жёлто-коричневых и белых полос и пятен.

### Голос
Вокализация различается у самцов и самок. Самки издают быстрые, кудахтающие звуки «ко-ко-ко», на конце часто растягиваемые. Самцы звонко и продолжительно бормочут, либо в случае приближения опасности издают глухой крик «чуу-ишш». Громкое пение самцов чаще всего слышно во время токования, которое в средней полосе России начинается в половине — конце марта, а на севере ареала в половине апреля и продолжается до наступления лета. В период пика летней линьки (июль) и в середине зимы птицы обычно молчаливы.

### Поведение

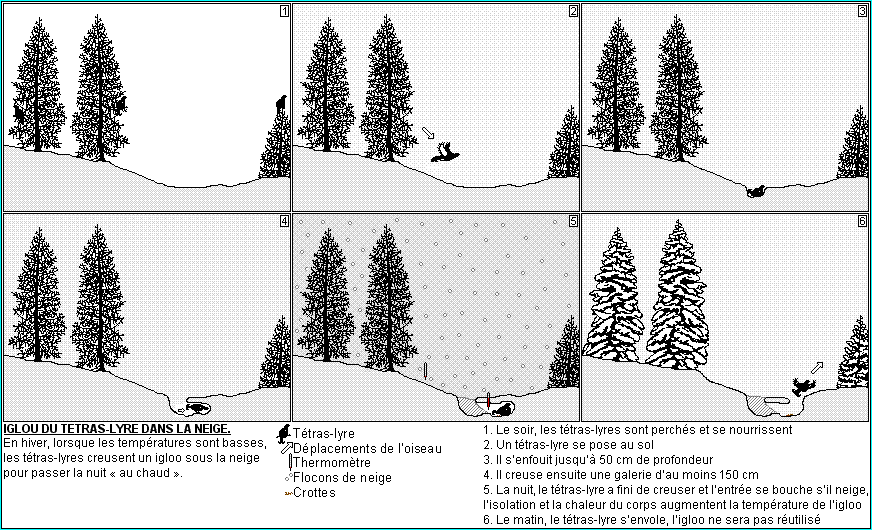
Ныряние тетерева в снег

Обычно наземная птица, но в холодное время года держится на деревьях, где добывает себе корм. По земле передвигается подобно домашней курице — быстро бегает и взлетает почти вертикально. След также похож на куриный, но немного меньше размером, и более короткий шаг. Уверенно держится и на деревьях, свободно передвигаясь даже по тонким веткам. Полёт быстрый и энергичный — тетерев за раз может пролететь до нескольких десятков километров без остановки. Обладает хорошим зрением и слухом — в случае опасности быстро взлетает и удаляется на дальнее расстояние. Обычно активен рано утром и вечером, перед закатом солнца. В сильные морозы кормится один раз в сутки, ненадолго выбираясь из-под снега.
Общественная птица — вне сезона размножения, особенно в зимние холода, держится стаями. Размер стаи может варьировать в больших пределах — известны отдельные случаи до 200—300 особей в одной группе. Группы обычно смешанные, реже состоящие из одних самцов, совсем редко из одних самок. Зимой стаи, как правило, держатся на деревьях — обычно берёзах, где они питаются почками. После наступления сумерек они прячутся под снегом, образуя там туннель с камерой на конце. В морозные дни при температуре ниже −20 °C птицы способны проводить там до 23 часов в сутки, выбираясь наружу лишь для кормёжки. Вот как описывает известный русский орнитолог и писатель Сергей Бутурлин ныряние косачей в снег:
Мороз крепчает к вечеру, и ещё до заката солнца тетерева стараются найти себе тёплое и укромное место для ночлега. Вот один из косачей начинает присматриваться, вытягивает шею и наклоняет голову, некоторое время перебирает ногами по суку, а затем сразу бросается вниз и исчезает в рыхлом снегу. Его примеру следуют и остальные птицы стаи.
Обладая прекрасным слухом, при скрипе снега под лапами лисицы или под лыжами, птицы быстро проламывают снежный покров и шумно взлетают. По характеру помёта в оставшейся после ночёвки лунке охотники определяют, была ли птица потревожена либо нет — в случае спокойного покидания убежища последний помёт всегда жидкий.

## Распространение

### Ареал
Распространён в лесной, лесостепной и части степной зонах Европы и Азии — от Альпийских гор и Британских островов на западе до Уссурийского края и Корейского полуострова на востоке. Границы ареала весьма расплывчаты — в зависимости от численности популяции и культурного изменения ландшафта она подвержена колебаниям в ту или иную сторону.
Известно, что в Западной и Центральной Европе тетерева населяют в основном леса в гористой местности — например, в словенских Альпах они встречаются только на высоте 1400—1800 м над уровнем моря, хотя ранее их ареал был гораздо шире. В некоторых регионах Центральной Европы, как например в Восточных Судетах, тетерева почти полностью исчезли вследствие хозяйственной деятельности человека и изменения климатических условий (более частого образования тонкого слоя льда на снегу — наста). Кроме горных лесов, в Западной Европе тетерева также обитают на вересковых пустошах вдоль северного побережья — в Бельгии, Нидерландах, Дании и Северной Германии. Встречаются они также в Великобритании вплоть до Шотландии и в Скандинавии.

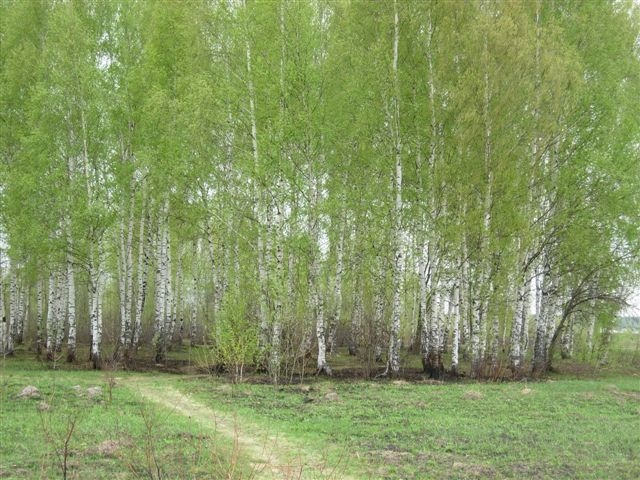
Берёзовые рощи — одно из излюбленных мест обитания тетеревов

На территории России северная граница ареала проходит через Кольский полуостров (от Кольского залива до с. Тетрино на Белом море), Архангельскую область (низовья рек Несь, Мезень, долину реки Сула), Республику Коми (южнее устья реки Ёрса, низовье реки Уса, долину реки Большой Кочмес, низовье Соби), Тюменскую область (реки Полуй и Пельвож). К востоку от Оби точная граница не определена — известно, что на Лене птицы поднимаются вплоть до 64° с. ш., встречаются на северной границе Байкала, в долине рек Аргунь и Горин и далее на юг до реки Уссури и озера Ханка. На побережье Тихого океана птицы не встречаются. Южная граница пролегает через север Курской, Воронежской и Волгоградской областей, южному краю Жигулёвской возвышенности, долинам рек Самара и Урал, где уходит в Восточный Казахстан. Далее российская граница ареала возвращается в верховьях Оби, пролегает по предгорьям Алтая и уходит в Китай.
В Азии за пределами Российской Федерации тетерева обитают на изолированных участках Казахстана и Средней Азии, в Монголии, Китае и Северной Корее.

### Места обитания
Селится там, где лесные массивы либо заросли кустарника сочетаются с открытыми пространствами — в небольших рощах, перелесках, редколесьях с обилием ягодников, в долинах крупных рек, по краям верховых и переходных болот, пойменных лугов или сельскохозяйственных угодий. Сплошного тёмного леса избегает, однако встречается на обширных вырубках или гарях. Почти на всём протяжении ареала предпочитает территории с преобладанием берёзы. Среди исключений — болота и вересковые пустоши Западной Европы, а также заросли кустарника на Украине и на западе Казахстана. В горах чаще всего обитает на верхней или нижней границе леса.
Тетерев ведёт оседлый либо кочующий образ жизни. Сезонные перемещения нерегулярны, однако в отдельные годы могут охватывать значительную часть популяции. Подвижность может быть связана как с недостатком корма зимой, так и характерным для этого вида значительным колебанием численности — с периодичностью раз в 4—10 лет популяция эти птиц может резко возрастать.

## Размножение
Как и другие представители семейства, тетерева полигамны — на одного самца приходится сразу несколько самок. С началом весны самцы собираются вместе на так называемых «токовищах» — открытых местах, окружённых лесом или зарослями кустарника, где косачи «токуют» — оживлённо ведут себя, бормочут, чуфыкают и гоняются друг за другом. В качестве токовища может служить участок верхового болота, луг, лесная поляна или даже покрытое льдом озеро на первом этапе зимы. Количество птиц на одном току обычно составляет 10—15 самцов, некоторые из которых в течение сезона перемещаются на соседние участки. В начале весны, когда тёплая погода сменяется заморозками, токование может быть прервано вследствие плохой погоды и возобновляется с потеплением.

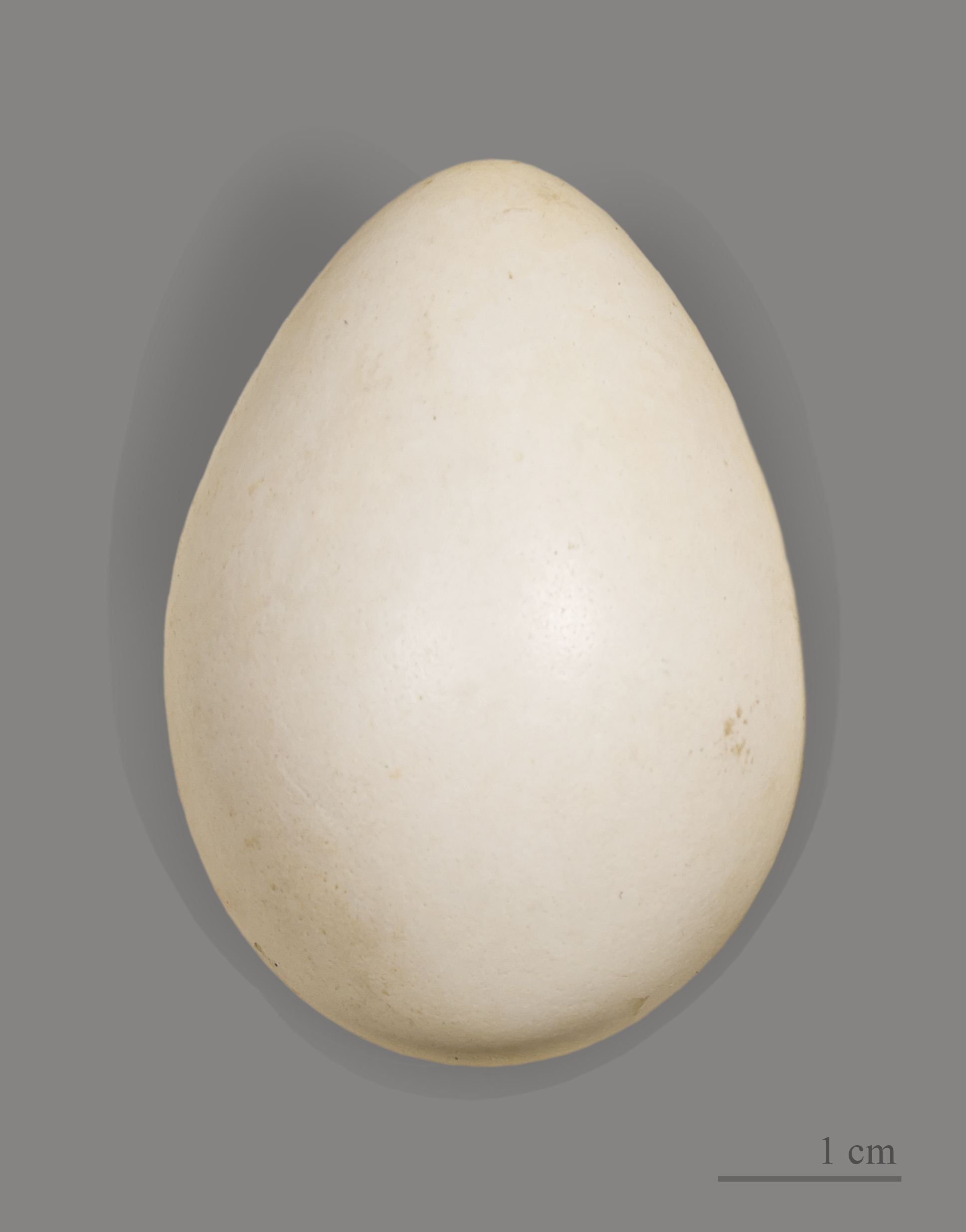
Яйцо основного подвида Lyrurus tetrix tetrix

Период активного токования приходится на вторую половину апреля — первую половину мая и длится примерно две недели. На току каждый самец имеет свой участок, тщательно охраняя его от других птиц; наиболее сильные косачи занимают центральную часть поляны. Некоторые самцы ночуют на участке, другие прибывают туда ночью. Где-то за час до рассвета самцы начинают чуфыркать — издавать громкие шипящие звуки, затем переходят на бормотание. Токуют птицы, как правило, на земле, но некоторые особи могут забраться на ветку дерева. Через несколько минут после самцов на место прибывают самки, сначала держась немного в стороне, а затем перелетая в центр токовища, выбирая себе партнёра для спаривания. В моменты возбуждения самцы кружатся на месте, переступая с ноги на ногу, вытягивают шеи, веерообразно раскрывают хвост, подпрыгивают и громко бормочут. Весь процесс занимает 1—1,5 часа, однако длится неравномерно — временами то усиливаясь, то затихая. В некоторые моменты самцы могут разлететься в стороны, однако через несколько минут возвращаются на токовище вновь. Между косачами нередко возникают конфликты, во время которых они гоняются друг за другом или вступают в драку. Бои косачей напоминают петушиные — оба соперника сближаются, пригибают голову к земле и, подскакивая почти вертикально, бросаются друг на друга. Несмотря на ожесточённый характер поединка, ран петухи друг другу не наносят. После восхода солнца токование быстро затихает и прекращается. Этот же процесс возобновляется также и вечером, после захода солнца, однако в эти часы он менее интенсивный.
После спаривания на току роль самцов в процессе воспроизводства полностью заканчивается — они не участвуют ни в обустройстве гнезда, ни в насиживании яиц, ни в дальнейшем воспитании потомства. Самка устраивает гнездо недалеко от токовища, обычно на расстоянии не более километра. Само гнездо представляет собой небольшое углубление в земле, скудно выстланное прошлогодней травой, листьями, веточками и перьями. Диаметр лотка — 160—220 мм, глубина — 40—60 мм. Чаще всего гнездо расположено у кромки леса под прикрытием берёзы, можжевельника, зарослей крапивы и т. п. Однако иногда гнездо полностью открыто на поляне или лугу. Откладывание яиц, как правило, происходит в середине мая, а первые птенцы появляются в середине — конце июня. Кладка состоит из 5—13 (обычно 7—9) яиц светло-охристого цвета с коричневым или бурым краплением. Насиживание длится 24—25 дней. Птенцы выводкового типа — вылупившись, они покрыты густым пухом и уже через несколько часов покидают гнездо, следуя за самкой. Первые 10 дней — самый опасный период для тетеревят. В это время самка неотлучно находится возле потомства, постоянно прислушиваясь к посторонним звукам — в случае приближения хищника она пытается отвести его в сторону, притворяясь «раненой» — бежит, распустив крылья, перепрыгивает и громко кудахчет. Услышав тревожный крик матери, птенцы разбегаются в разные стороны и тихо сидят в траве, пока опасность не миновала. В возрасте 10 дней тетеревята начинают перепархивать, а летать начинают через месяц.
В период размножения самцы держатся отдельно — поодиночке либо небольшими группами. В это время они молчаливы и особенно боязливы, поскольку вследствие линьки временно теряют способность к полёту.

## Питание

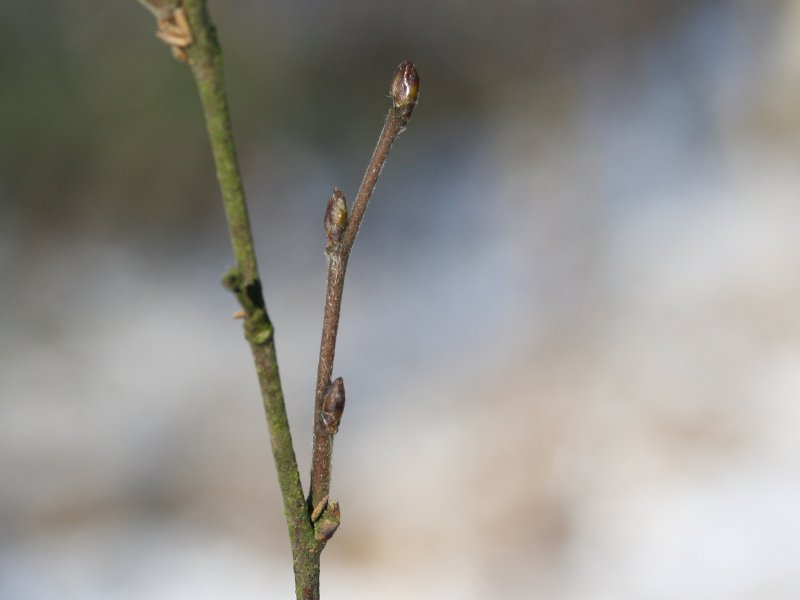
Почки берёзы пушистой — любимое лакомство тетеревов зимой

Рацион почти полностью состоит из разнообразных растительных кормов. Весной, когда самкам для воспроизводства требуется богатая белками пища, собирают соцветия пушицы (Eriophorum), почки берёзы, лиственницы, ольхи; различные части вересковых кустарников и трав, таких как калужницы болотной (Caltha palustris) или лютиков. Летом и осенью употребляет в пищу ягоды (чернику, бруснику, голубику, клюкву), различные части травянистых растений (листья клевера, осины, манжетки, черники; соцветия ястребинки (Hieracium); плоды черёмухи и т. д.). В районах выращивания зерновых культур кормятся на полях, в частности зёрнами пшеницы или проса. Зимой основу питания составляют побеги, почки и серёжки берёзы, а там где её мало, то части других древесных растений — в зависимости от региона это могут быть хвоя ели Шренка, хвоя и ягоды можжевельника, побеги лиственницы, молодые шишечки сосны, почки ивы и ольхи и т. д. Птенцы, в отличие от взрослых птиц, в первое время кормятся преимущественно животной пищей — насекомыми и другими беспозвоночными животными, однако с ростом их доля постепенно сокращается.

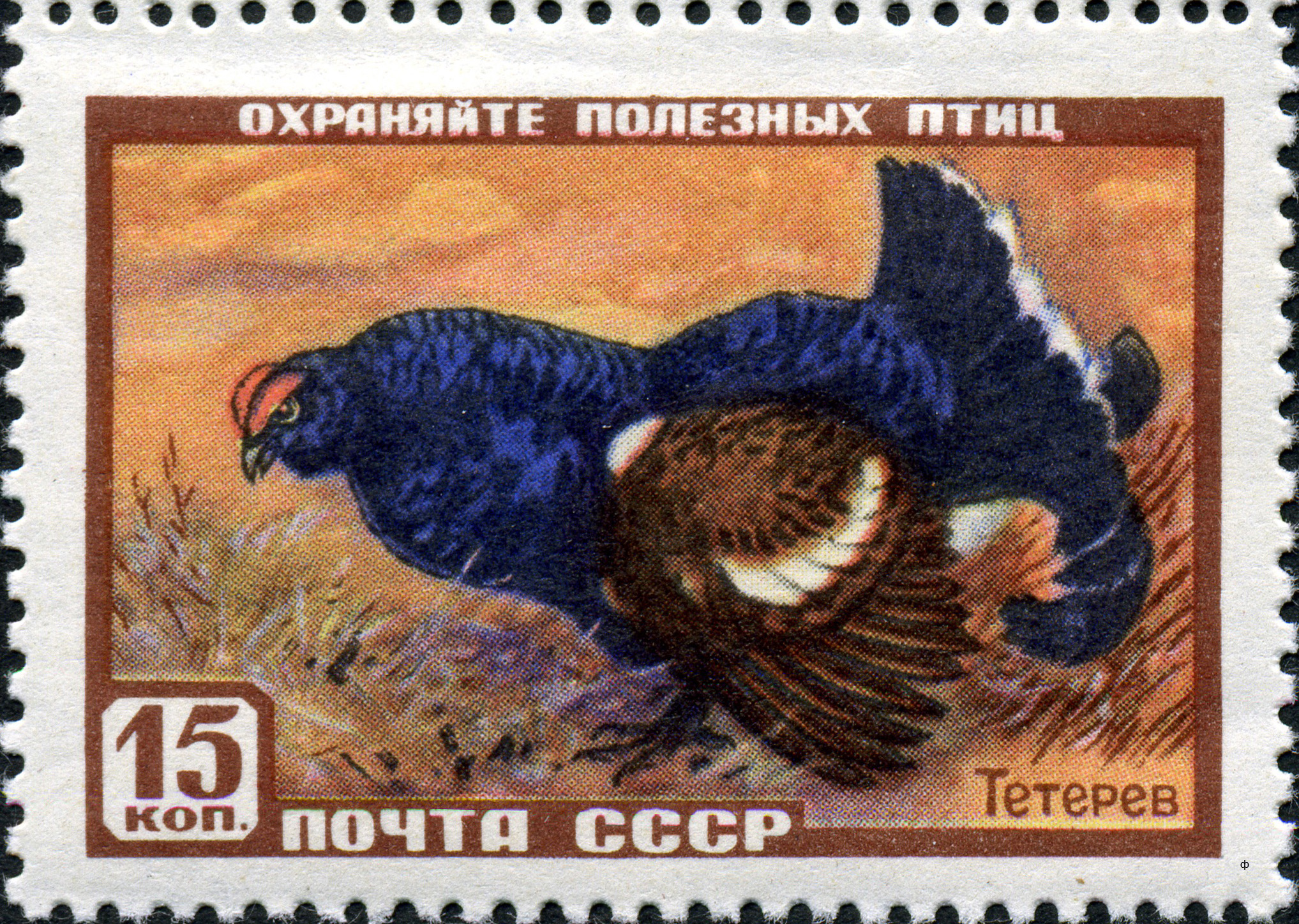
Тетерев на почтовой марке СССР 1957 года

## Враги и лимитирующие факторы
Наиболее опасными для тетеревов хищниками считаются лисицы, куницы, кабаны и ястребы-тетеревятники. Обыкновенная лисица часто вынюхивает тетеревов под снегом, где те прячутся в сильные морозы. Она же, а также представители семейства куньих (особенно соболь) часто охотятся за выводком цыплят в период размножения. Ястребы-тетеревятники нападают на тетеревов в любое время года, особенно часто осенью и зимой.
Природные хищники не оказывают существенного влияния на изменение численности и распространение тетеревов, хотя за последние десятилетия их давление на тетеревов значительно повысилось. Гораздо большую опасность для них представляет хозяйственная деятельность человека — осушение и облагораживание вересковых пустошей, лесопосадки, использование удобрений в сельском хозяйстве и выпас скота на альпийских лугах. Только начиная с 1970-х годов распространение тетеревов в Центральной и Западной Европе очень резко снизилось, и теперь его ареал в этом регионе разбился на небольшие фрагменты, в основном высоко в горах. Численность птиц в популяциях обычно не превышает 100—200 птиц, и только в Альпах можно наблюдать стабильную ситуацию. Другими антропогенными негативными факторами для распространения птиц также являются беспокойство человеком (туризм, катание на горных лыжах, собирание грибов и ягод и т. д.), возведение линий электропередач, неконтролируемая охота. Например, только в Норвегии при столкновении с проводами погибает более 26 000 птиц в год. Природными факторами, значительно уменьшающими численность тетеревов, считаются длительные похолодания в период размножения и тёплые зимы с частой сменой тепла и холода, во время которых на снегу образуется тонкая плёнка льда — наст.

## Тетерев и человек

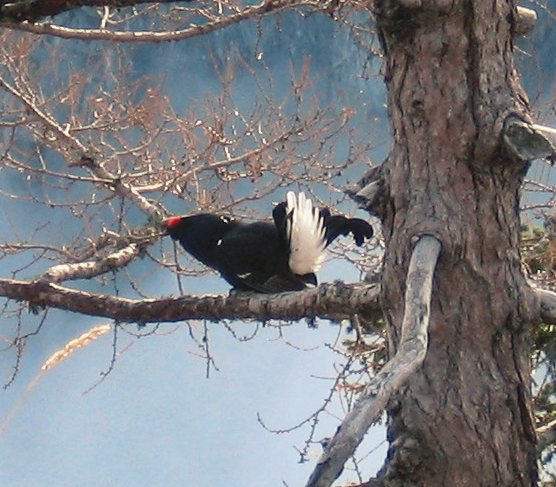
Самец на дереве

### Охота
В России и странах Скандинавии тетерев считается одной из наиболее популярных охотничьих промысловых птиц, по количеству отстрелянных тушек уступая только белой куропатке и рябчику. По приблизительным оценкам, в начале 1990-х годов в России отстреливалось порядка 120 000 птиц.
Чаще всего используются следующие способы охоты на косачей:
- Охота с чучелами. Этот способ применяют осенью до выпадения густого снежного покрова, при этом используются повадки птиц собираться стаями на деревьях. В 15—20 м от облюбованного дерева ставится шалаш с хорошим обзором вокруг, а на ветви дерева устанавливается чучело птицы, призванное привлечь других косачей. Важное значение имеет правильная установка чучела — оно должно сидеть прямо, лицом против ветра, а в безветренную погоду на восток утром и на запад вечером.
- Охота на лунках. Способ основан на обычае тетеревов прятаться зимой под снегом в воздушных камерах — при нырянии в сугроб на поверхности видна лишь небольшая лунка. Охотник должен очень тихо подкрасться к лунке — при малейшем скрипе снега птицы дружно взлетают и удаляются.
- Охота на току. На месте тока устанавливается неприметный шалаш, в котором прячется охотник. Важно прийти затемно, пока ток ещё не начался.
- Охота с легавой по выводкам. Летом самки с тетеревятами кормятся на открытых полянах, и поэтому наиболее уязвимы для охотника. Охотятся утром и вечером[14].

### Культура
Тетерева оставили след и в культурном наследии некоторых народов. Например, в альпийских народных танцах используется образ токующего тетерева.

## Классификация
Разные авторы выделяют семь или восемь подвидов тетерева-косача, причём только британский подвид L. tetrix britannicus изолирован от других. Основными критериями при определении подвида являются величина «зеркала» на крыльях у самцов, распространение белых перьев в основаниях маховых и рулевых (также у самцов), различный рисунок на горле, груди и брюхе у самок.
Международный союз орнитологов выделяет шесть подвидов:
- L. tetrix britannicus Witherby & Lonnberg, 1913 — Британские острова;
- L. tetrix tetrix (Linnaeus, 1758) — северная часть ареала;
- L. tetrix viridanus (Lorenz, 1891) — Южный Урал, Южная Сибирь;
- L. tetrix baikalensis (Lorenz, 1911) — Прибайкалье и Забайкалье.
- L. tetrix mongolicus (Lonnberg, 1904) — Тянь-Шань и прилегающие районы;
- L. tetrix ussuriensis (Kohts, 1911) — Дальний Восток, Маньчжурия, Северная Корея;

## Генетика
Молекулярная генетика
- Депонированные нуклеотидные последовательности в базе данных EntrezNucleotide, GenBank, NCBI, США: 269 (по состоянию на 14 марта 2015).
- Депонированные последовательности белков в базе данных EntrezProtein, GenBank, NCBI, США: 106 (по состоянию на 14 марта 2015).

Геномика
В 2014 году было осуществлено полное геномное секвенирование для основного (номинативного) подвида тетерева-косача — L. tetrix tetrix.